# Ludwik Denderys
Ludwik Denderys (ur. 26 kwietnia 1944 w Młyńsku k. Trembowli, zm. 13 lutego 2024 we Wrocławiu) – polski pięściarz, medalista Mistrzostw Europy, olimpijczyk z Monachium 1972, trener boksu i kickboxingu.

## Życiorys
Walczył w wadze ciężkiej. Trzykrotnie wystąpił w mistrzostwach Europy. W Berlinie 1965 odpadł w ćwierćfinale, za to w Bukareszcie 1969 i Madrycie 1971 zdobył brązowe medale. Podczas igrzysk olimpijskich w Monachium 1972 już w pierwszej walce trafił na późniejszego mistrza Teófilo Stevensona z Kuby i przegrał.
Zdobył tytuł mistrza Polski w 1969, w 1968 i 1970 był wicemistrzem kraju, a w 1964, 1966, 1967 wywalczył brązowe medale. Sześć razy wystąpił w reprezentacji Polski, odnosząc 3 zwycięstwa i 3 pojedynki przegrywając w latach (1966–1970). W swojej karierze rozegrał 243 walki, z czego 186 wygrał, 11 zremisował i 46 przegrał. Mierzył 188 cm wzrostu i ważył 94 kg. Jego głównym rywalem w kraju był Lucjan Trela.
Po zakończeniu kariery skupił się na pracy trenerskiej. Pracował z wieloma słynnymi zawodnikami pokroju ostatniego medalisty olimpijskiego Wojciecha Bartnika, byłego mistrza Europy Przemysława Salety, mistrzyniami świata – Iwoną Guzowską i Agnieszką Rylik, mistrzem świata Mariuszem Cieślińskim czy mistrza świata w kick-boxingu Józefa Warchoła.
Walczył w Gwardii Wrocław z którą to w 1966, zdobył drużynowe mistrzostwo Polski. W późniejszym czasie został trenerem bokserskich grup zawodowych w macierzystym klubie.
Żonaty od 1973r. z Wiesławą Denderys, ma dwie córki Natalię i Magdalenę. 